# آنا مافو
آنا مافو (انگلیسی: Anna Moffo؛ ‏ ۲۷ ژوئن ۱۹۳۲ – ۹ مارس ۲۰۰۶) یک خواننده برجستهٔ اپرا (سوپرانو) و هنرپیشه اهل ایالات متحده آمریکا بود. وی بین سال‌های ۱۹۵۶ تا ۱۹۷۴ میلادی فعالیت می‌کرد.
او از شاگردان مرسدس یوپارت بود.
از فیلم‌های او می‌توان به یک داستان عاشقانه و لا تراویاتا اشاره کرد.